# Шел Вали (Северна Дакота)
Шел Вали (енгл. Shell Valley) насељено је место без административног статуса у америчкој савезној држави Северна Дакота.

## Демографија
По попису из 2010. године број становника је 1.197, што је 802 (203,0%) становника више него 2000. године.
| Група             | 2000.     | 2010.     |
| Белци             | 10 (2,5%) | 21 (1,8%) |
| Афроамериканци    | 0 (0,0%)  | 0 (0,0%)  |
| Азијати           | 0 (0,0%)  | 0 (0,0%)  |
| Хиспаноамериканци | 8 (2,0%)  | 3 (0,3%)  |
| Укупно            | 395       | 1.197     |